# Fabó András
Fabó András (Losonc, 1810. március 10. – Agárd (Ősagárd), 1874. március 18.) evangélikus lelkész, egyháztörténész, irodalomtörténész, egyházi író, a Magyar Tudományos Akadémia levelező tagja

## Élete
Szegény szülőktől származott, iskoláit szülővárosában kezdte és Pozsonyban, az evangélikusok főiskolájában végezte, ahonnan a nógrád megyei Szontágh Pálhoz ment nevelőnek; majd tanár volt Losoncon (1833.) Két év múlva Agárdon lett lelkész, ahol lelkészi hivatásának és a tudománynak élt. Esperességi és kerületi jegyző, tanácsbíró, több bizottság tagja és szorgalmas tollvezetője volt. Székács Józsefnek, kivel kora ifjúságuktól fogva a legszorosabb baráti viszonyban állott, annak püspök korában jobb keze, leghűbb támasza, eszméinek gyakran tolmácsa volt, mert amit az elnöki székből nem lehetett indítványozni, azt Fabó az ülnökök sorából indítványozta és vitte is többnyire keresztül. A bányakerületi egyházi utasítások kidolgozását is rábízták és ez volt e téren utolsó munkája. Agárd, ahol lelkészkedett, akkoriban szlovák nemzetiségű falu volt. A 19. században egyházi téren is oly sok viszályt okozott pánszláv törekvések és agitációk közepette Fabó hallgatag példájával bebizonyította, hogy lehet valaki tót prédikátor s amellett nemcsak jó magyar hazafi, hanem magyar író és tudós is. Mint ember szerény, igénytelen, de nyájas, a társalkodásban eleven, mint barát hű, mint keresztény adakozó volt. Élete végéig szorgalommal olvasott és írt, bár szemei meggyengültek. Könyv- és oklevélgyűjteményét végrendeletileg a pesti evangélikus iskolának hagyományozta. A Magyar Tudományos Akadémia 1864. január 20-án választotta levelező tagjai sorába.

## Írásai
A Tudományos Gyűjteményben 1830-ban jelent meg első cikke és azóta több folyóiratba és hírlapba saját neve alatt, vagy Ligetfy Andor, Ipolytáji, Hegylaki, Daru, Garády álnevekkel és névtelenül közlött számos eredeti vagy fordított cikket, köztök érdekesbek: a Sasban (1833. Franczia táborküldet Algirba), a Társalkodóban (1836. Történeti töredékek a hazánkban uralkodott pestisről, 1838. Erzsébet Anglia királynéja, Lafayette, 1839. Foy, 1841. Levelek a magányból, Magyar várak rajzai, 1847. Franklin), az Athenaeumban (1841. Az ág. vall. papok tudományos élete), a Prot. Egyh. és Isk. Lapban (1842–48. A Külföld rovat), a Magyarország és Erdély Képekben (II. 1853 Agárdi nép), az Uj Magyar Muzeumban (1853–54. Rosner Mátyás és Emich Tivadar, 1856–57. Kőszeg krónikája, 1859. Tordas megtelepítése), a Prot. Népkönyvtárban (Farizeusok és szadduczeusok, Jeruzsálem, Szegények a zsidóknál, Dávid, Egyiptom, Házassági ügyek a zsidóknál), a Néptanítók Könyvében (Stöckel Lénárd, Misovicz Mihály, Deccard János), az Iskolai Lapban (Komáromi Csipkés György, Fogarasi Pap József), a Lelki Kincstárban (1860. Ambrózy György, Gróf Bethlen Miklós, Bettelheim térítő, Melanchton Fülöp), a Magyar Tudom. Értekezőben (1862. Turóczmegyei tudósok, Adalékok Czvittingerhez), a Hazánkban (I. 1858. A magyar szent korona története, V. Ferdinand ő cs. k. ap. felsége megkoronáztatása 1830-ban), a Budapesti Szemlében (könyvismertetések), a Századokban (1867. Horváth Mihály kisebb tört. munkái, ism., 1869. Codex diplomaticus patrius, ism., 1870. Régi ágyúnevek és föliratok, További adalékok magyarok iskoláztatásához külföldön sat., 1871–73. Monumenta Hungariae historica, ism., Türk Dániel naplója 1548–1559., 1872–73. Török-magyarkori tört. emlékek, ism., 1875. Késmárki Thököly Imre naplói, ism.), az Arch. Értesítőben (1870. Agárd), a Figyelőben (XVII. XVIII. 1884–85. Adalékok Czvittingerhez), irt még a Jelenkorba, Kis-Koszorúba (Selmecz, 1832.), Regélőbe, Honművészbe, Hasznos Mulatságokba, Sárospataki Füzetekbe, Magyar Protestáns Figyelmezőbe, Pesti Naplóba, Magyar Sajtóba, Országba s a Győri Tört. és Rég. Füzetekbe.

## Munkái

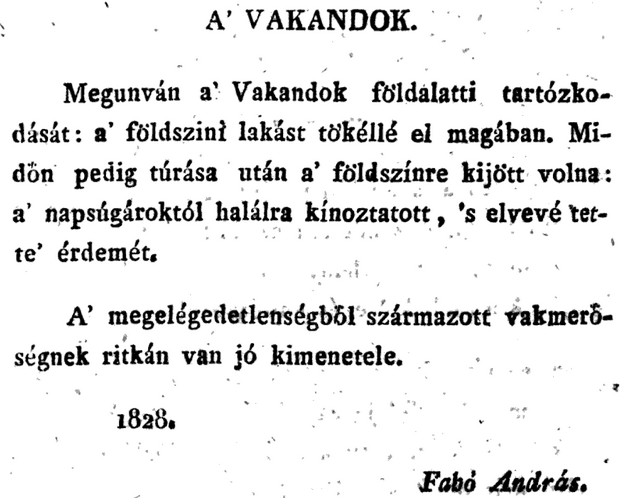
Ifjúkori műve (In: Kis Koszorú. Selmec, 1832. 186. old.)

- Czigány adomák. Közli Víg Dezső. Pest, 1858.
- Szent történelem tankönyve. Pest, 1859. (Protestans Theologiai Könyvtár II.)
- Vallásos elmélkedések protestansok számára. Pest, 1861.
- Monumenta Evangelicorum aug. conf. in Hungaria Historica. A magyarországi ágost. vall. evangelicusok történelmi emlékei. I. Brevis de vita superintendentum evangelicorum in Hungaria commentatio… 1751. Optima fide recensuit Andreas Schmal. Online II. Andreae Schmalii… Adversaria… 1765. - Tristissima ecclesiarum Hungariae protestantium Facies… a Matthia Bahil. Online III. Mart. Klanicza: Fata aug. conf. eccl. a tempore reformationis ad synodum Pestiensem in comit. Hungariae... - Joh. Simonides: Galeria omnium sanctorum… Online IV. Nachrichten von den Lebensumständen und Schriften evangelischer Prediger in allen Gemeinen des Königreichs Ungarn… von Johann Samuel Klein. Dritter Theil. Online Pest, 1861–73. (Ism. Sárospataki Füzetek 1863. Budapesti Szemle 1865. Századok 1869. M. Prot. Figyelmező 1872.)
- Beythe István életrajza. Értekezés, mellyel a m. tud. akadémia ülésében, 1864. máj. 9. széket foglalt. Pest, 1866. (Megbővített lenyomat a M. tud. akadémiai Értesítőből. Ism. Prot. Egyh. és Isk. Lap Révész Imre és Bud. Szemle.)
- Rajzok a magyar protestantizmus történelméből. Pest, 1868.
- A magyar és erdélyországi mind a két vallásu evangelicusok okmánytára. I. kötet. Pest, 1869. (Több nem jelent meg.)
- Vitnyédy István levelei 1652–64. Adalékúl a XVII. század politikai s erkölcstörténetéhez. Pest, 1871. (Két kötet. Magyar Tört. Tár XV. XVI. Ism. Századok.)
- Az 1662-iki országgyűlés. Bpest, 1873. (Ism. Századok. Pauler Gyula, Pesti Napló 272. sz.)

Kéziratai: Forgách Tamás IV. Bélának megmentője a Sajónál és vegyes tartalmúak.